# Christian Adolph Klotz

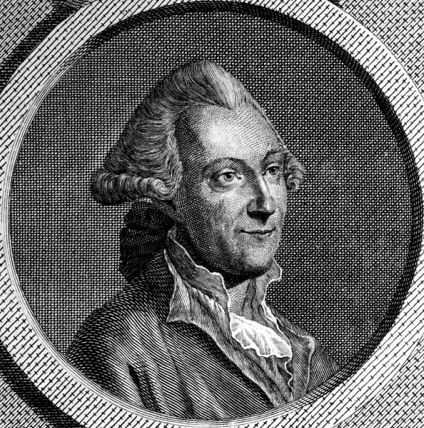
Johann Michael Stock rézmetszete, 1771

Christian Adolph Klotz (Bischofswerda, 1738. november 13. – Halle, 1771. december 31.) német filológus.

## Életpályája
A lipcsei és jenai egyetemek elvégzését követően 1762-ben a bölcsészet tanára lett Göttingában, majd a hallei egyetemen a retorika tanszékre nevezték ki. Klotz összeütközésbe került Lessinggel, akit Genius Saeculi című röpiratában támadt meg; de a költő a Briefe antiquarischen Inhalts című feleletében erkölcsileg teljesen tönkretette Klotzot, rávilágítva egyrészt a tudományban mutatott lelkiismeretlenségére, másrészt a magánéletben elkövetett botlásaira.
Iratai az Opuscula varii argumenti (Altenburg 1765) és Opuscula philologica et oratoria (Halle 1772) gyűjteményes köteteiben vannak meg.